# Келифос
Спалатронисия (на гръцки: Κέλυφος) е малък остров в Северна Гърция, част от дем Ситония, област Централна Македония. Островът е разположен в Торонийския залив срещу курорта Порто Карас и в 2001 година е без жители.